# Обоняние
Обонянието е едно от петте сетива – за мирис. Състои се в способността да се определят веществата, разсеяни във въздуха или разтворени във водата по тяхната миризма. Това възприятие се получава благодарение на рецепторни клетки, разположени в носовата кухина при хората, които след това по обонятелни нерви се предават в обонятелния център в мозъка и се обработват.
От гледна точка на еволюцията обонянието е едно от най-древните възприятия и чувства, с помощта на което са се ориентирали животните.
Обонянието на човека е значително по-слабо развито отколкото при животните. Въпреки това то е достатъчно добро за да усеща миризмата на етера дори при концентрация във въздуха от 1:1 000 000, на мускуса при 1:10 000 000, на сероводорода при 1:1 000 000 000 и т.н.
Обонянието е различно и според пола. Като правило жените превъзхождат мъжете в това отношение. В значително по-малка част от изследванията е посочено мъжкото обоняние като по-добро.
Новородените имат много силно обоняние. С възрастта се забелязва отслабване на всички сетива, включително обонянието. Отново при жените то се запазва по-дълго.
Органът на обонянието е съставен от нервни клетки с вретеновидна форма, разположени в обонятелната част на лигавицата, която покрива областта на горната носна мида и съседния на нея участък от носната преграда. От нервните клетки излизат два израстъка – периферен и централен. Периферните израстъци се разклоняват в областта на лигавицата, а централните се групират в снопчета (обонятелни нишки), преминават през решетъчната кост и завършват на обонятелната луковица. Те образуват първия периферен неврон на обонятелния път. Вторият неврон на обонятелния път започва от обонятелните луковици и завършва в триъгълните обонятелни поленца. Оттук започва третият неврон, една част от влакната на който минават над мазолестото тяло, други под него, а трети направо и достигат до централната част на обонятелния мозък.
Адекватен дразнител за обонятелните клетки в носната лигавица са различните миризливи вещества, излитащи или изпаряващи се от повърхността на различните предмети. За да се усети миризмата на дадено вещество, отделящите се от него молекули трябва да достигнат до обонятелните клетки. Когато миризмата е слаба, човек прави няколко бързи, едно след друго вдишвания през носа. Това явление се наблюдава още по-отчетливо при животни със силно развито обоняние и се нар. душене или подушване.
Обонятелните рецептори притежават способностите да понижават своята възбудимост при по-продължително действие на дадено миришещо вещество. Ако човек влезе в затворено и задушно помещение, в началото той изпитва известно неприятно усещане, но след известно време това усещане изчезва, тъй като обонятелните рецептори са се адаптирали към постоянно действащия дразнител. Излизането на чист въздух бързо повишава възбудимостта на обонятелните рецептори.